# Sophie-Hedwige de Brunswick-Wolfenbüttel (1561-1631)
Sophie-Hedwige de Brunswick-Wolfenbüttel (1er décembre 1561 au château de Hessen – 30 janvier 1631 à Loitz) est une princesse de Brunswick-Wolfenbüttel par la naissance et par le mariage duchesse de Poméranie-Wolgast.

## La vie
Sophie-Hedwige est l'aîné des enfants du duc Jules de Brunswick-Wolfenbüttel (1528-1589) de son mariage avec Hedwige (1540-1602), la fille de l'électeur Joachim II Hector de Brandebourg. Ses parents lui donnent une éducation globale et approfondie et commencent les négociations du mariage quand elle est jeune.
Elle épouse le 20 octobre 1577 à Wolgast le duc Ernest-Louis de Poméranie (1545-1592). Son père envoie des théologiens luthériens à Wolgast, qui essayent d'amener la cour à accepter la Formule de Concorde ainsi que l'autorité de la formulation luthérienne du credo. La cour n'accepte pas cette formule. Ernest Louis commande des changements structurels au château de Wolgast, en remplacement de la forteresse médiévale, avec au nord-est une aile résidentielle. À l'Instar de sa mère, Sophie-Hedwige est décrite comme un esprit élevé. Elle prend soin des pauvres et des nécessiteux et n'est pas dissuadée par le fléau de l'épidémie.
Ernest Louis est mort en 1592, après 15 ans de mariage. En plus du château et du quartier de Loitz, il lui laisse Ludwigsbourg près de Greifswald et Jamitsow. Elle change le nom Zerpenzyn en Sophienhof ("la Cour de Sophie") en 1594. Ses enfants déménagent avec elle à Loitz. Elle écrit un hymne pour commémorer la mort de son mari. Il est publié par Ambroise Lobwasser. Entre 1597 et 1601, elle accompagne son fils, qui est introduit dans les affaires de l'État par son tuteur le duc régent Bogusław XIII de Poméranie.
Du vivant de son mari, Sophie-Hedwige a reconstruit le château à Loitz comme un château renaissance. Après sa mort, elle l'embellit. Elle rénove et agrandit l'Église sainte-Marie, à Loitz. Le château est depuis démoli et aucune trace n'en subsiste. Certaines de ses contributions à l'église, cependant, sont toujours là, parmi eux, le siège ducal, un double portrait d'elle-même et son mari, et de nombreux blasons de leurs ancêtres. Lors de l'inventaire de la cour en 1593, un Amtshauptmann était présent, ainsi qu'un trésorier, d'un contrôleur, un précepteur, une gouvernante, une dame d'honneur et de plusieurs personnel de la chambre, personnel de cuisine, cave, personnel et stable mains.
Sophia Hedwige est décrite comme intéressée aux processus économiques, mais aussi dépensière et autoritaire. Elle est considérée comme l'une des plus influentes duchesses en Poméranie. Son fils lui a survécu près de six ans; il est mort dans la tourmente de la Guerre de Trente Ans. La guerre retarde son enterrement de près de deux ans. Elle est enterrée dans la cité ducale crypte de l'Église Saint-Pierre à Wolgast. Sa tombe est restaurée il y a quelques années, comme l'ont été les tombes de son fils, son mari et ses beaux-parents.

## Descendance
De son mariage, Sophie Hedwige a trois enfants:
- Hedwige Marie (1579-1606), elle est fiancée avec le duc Jean-Adolphe de Schleswig-Holstein-Sonderbourg-Norbourg[9]. Cependant, elle est décédée avant le mariage.
- Élisabeth-Madeleine de Poméranie (1580-1649) mariée en 1600 à Frédéric Ier Kettler, duc de Courlande et de Zemgale (1569-1642)
- Philippe-Julius de Poméranie (1584-1625), duc de Poméranie-Wolgast, marié en 1604 à la princesse Agnès de Brandebourg (1584-1629)